# Falah Hassan
Falah Hassan (en árabe: فلاح حسن‎, Maysan, Irak; 1 de julio de 1951) es un exfutbolista y entrenador de fútbol de Irak que jugaba en la posición de delantero. Actualmente es el presidente del Al-Zawraa de la Liga Premier de Irak.

## Carrera

### Club
| Periodo   | Club              |
| --------- | ----------------- |
| 1968–1973 | Al Bareed         |
| 1973–1975 | Al-Quwa Al-Jawiya |
| 1975–1982 | Al-Zawraa         |
| 1982–1985 | Al-Shabab SC      |
| 1985–1987 | Al-Zawraa         |

### Selección nacional
Jugó para Irak de 1970 a 1986 con la que anotó 29 goles en 103 partidos, ganó la Copa de Naciones del Golfo de 1979 y la copa Mundial Militar del mismo año. También jugó en los Juegos Asiáticos de 1974, la Copa Asiática 1976 y en los Juegos Olímpicos de Moscú 1980.

### Entrenador
Fue entrenador del Al-Zawraa de 1987 a 1991.

## Logros

### Jugador
- Liga Premier de Irak: 5

1973-74, 1974-75, 1975–76, 1976–77, 1978–79
- Copa de Irak: 4

1975–76, 1978–79, 1980–81, 1981–82

### Selección nacional
- Copa de Naciones del Golfo: 1

1979
- Copa Mundial Militar: 1

1979

### Entrenador
- Liga Premier de Irak: 1

1990-91
- Copa de Irak: 3

1988-89, 1989-90, 1990-91
- Copa Elite de Irak: 1

1991

### Individual
- Goleador de la Liga Premier de Irak en 1978-79.